# Gmina Simrishamn
Gmina Simrishamn (szw. Simrishamns kommun) – gmina w Szwecji, w regionie Skania, z siedzibą w Simrishamn.
Gminę zamieszkuje 19 470 osób, z czego 51,15% to kobiety (9958) i 48,85% to mężczyźni (9512). W gminie zameldowanych jest 509 cudzoziemców. Na każdy kilometr kwadratowy przypada 49,49 mieszkańca. Pod względem wielkości gmina zajmuje 204. miejsce.